# Centeio

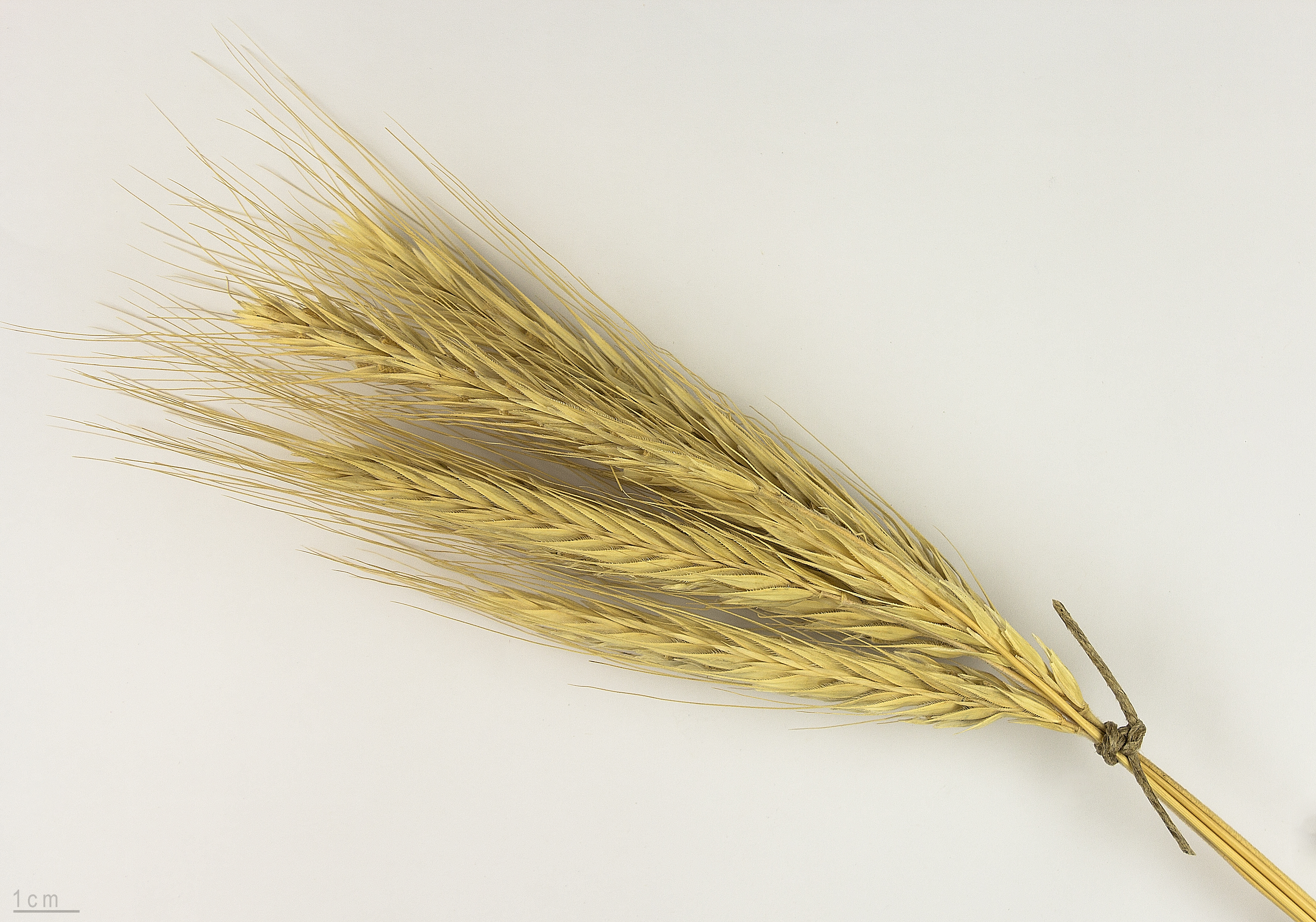
Secale cereale - MHNT

O centeio (Secale cereale) é uma espécie de planta com flor pertencente à família Poaceae. A autoridade científica da espécie é de Lineu, tendo sido publicada em Species Plantarum 1: 84. 1753.
É uma gramínea cultivada em grande escala para colheita de grãos e forragem. Tem parentesco com o trigo e a cevada.
O grão de centeio é utilizado para fazer farinha, ração, cerveja, alguns tipos de whisky e grande parte das vodcas, além de ser muito utilizado na produção de pão de centeio. O centeio é plantado, sozinho ou misturado, para forragem do gado ou para ser colhido como feno. É muito tolerante com a acidez do terreno e mais ambientado a condições de seca e frio do que o trigo, embora não seja tão tolerante com o frio quanto a cevada.

## História
O centeio cultivado é encontrado em pequenas quantidades em uma série de sítios arqueológicos neolíticos da Turquia, como no sítio Can Hasan III, mas de resto é praticamente ausente de registros arqueológicos até a Idade do Bronze da Europa Central, c. 1800-1500 a.C. Algumas fontes apontam os indícios mais antigos do uso doméstico do centeio como sendo encontrados no sítio de Tel Abu Hureyra, no norte da Síria, no vale do Eufrates, datado do fim do Epipaleolítico. Foi inicialmente produzido entre c. 1800-1500 a.C.
Outras fontes apontam que foi cultivado pela primeira vez na Alemanha, e somente a partir do ano de 400 a.C., tendo sido uma das culturas de cereais mais recentemente domesticadas.
Acredita-se que o centeio seja originário de uma espécie selvagem que crescia como erva daninha em campos de trigo e cevada.
Em muitos países, o centeio, assim como a cevada, era considerado como um alimento para os pobres, e à medida que o nível de vida aumentou em diversas civilizações, o consumo de centeio diminuiu. Por outro lado, em algumas culturas como as da Escandinávia e países do Leste Europeu, o centeio continua a ser importante.

## Centeio no Brasil
O centeio foi introduzido no Brasil por imigrantes alemães e polacos no século XIX e, até hoje, o cultivo é realizado em grande parte por descendentes de europeus.
O centeio é uma opção de cultivo de Inverno no Brasil, destacando-se, em relação aos outros cereais de estação fria, pela rusticidade e capacidade de adaptação em condições de ambiente menos favoráveis. O seu cultivo ainda está aquém das potencialidades, as estatísticas oficiais dão conta que ocupa anualmente ao redor de quatro mil hectares. A área ocupada diminuiu nas últimas cinco décadas, provavelmente em razão do subsídio estendido à cultura de trigo, da extinção de moinhos coloniais de centeio, da reduzida pesquisa e da incidência de doenças.

## Produção mundial

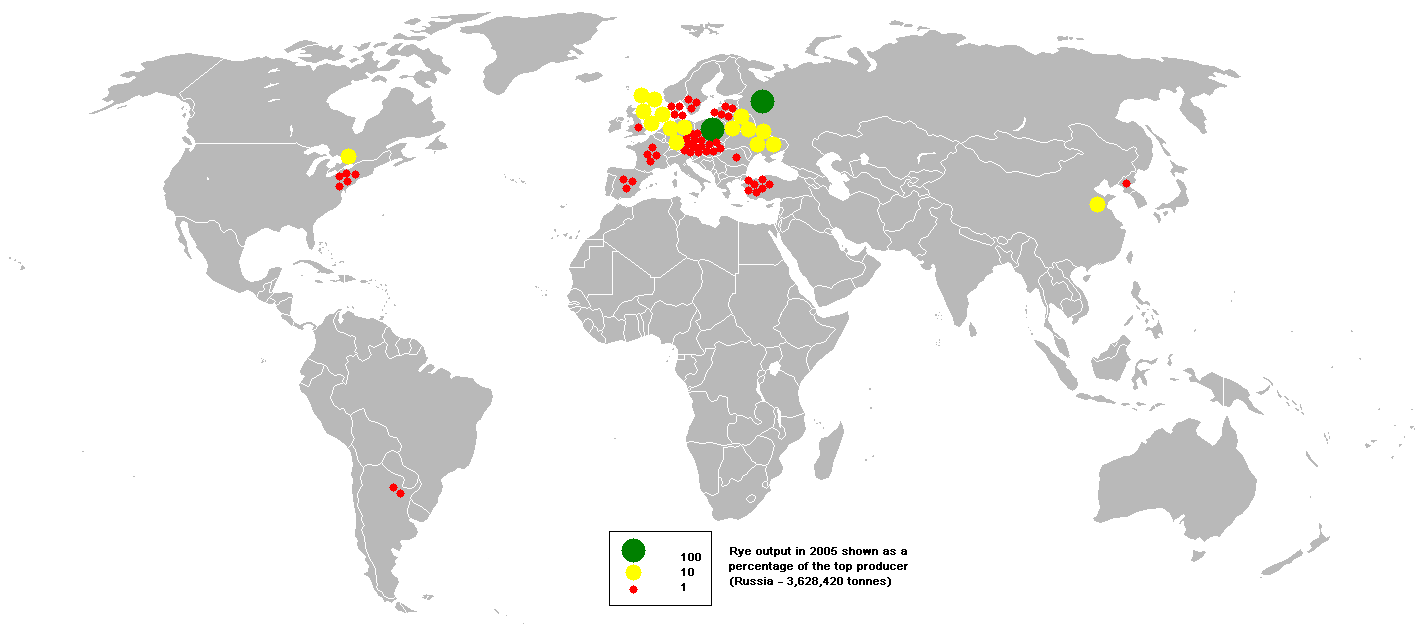
Produção de centeio em 2005

O centeio é uma das espécies selvagens que crescem no centro e no leste da Turquia, e áreas adjacentes. Entretanto, a maior parte do centeio a nível mundial vem da Rússia, Polónia, China, Canadá e Dinamarca. É o oitavo cereal mais produzido no mundo.
| Produção em toneladas. Números de 2004-2005 |               |       |               |       |
| Rússia                                      | 2 871 870,00  | 16 %  | 3 630 000,00  | 23 %  |
| Polônia                                     | 4 280 716,00  | 24 %  | 3 359 452,00  | 22 %  |
| Alemanha                                    | 3 830 000,00  | 22 %  | 2 794 000,00  | 18 %  |
| Ucrânia                                     | 1 592 500,00  | 9 %   | 1 184 000,00  | 8 %   |
| Bielorrússia                                | 1 397 000,00  | 8 %   | 1 155 000,00  | 7 %   |
| China                                       | 600 000,00    | 3 %   | 748 000,00    | 5 %   |
| Canadá                                      | 417 900,00    | 2 %   | 366 900,00    | 2 %   |
| Turquia                                     | 270 000,00    | 2 %   | 260 000,00    | 2 %   |
| República Tcheca                            | 313 348,00    | 2 %   | 196 755,00    | 1 %   |
| Estados Unidos                              | 209 690,00    | 1 %   | 191 450,00    | 1 %   |
| Outros países                               | 1 869 446,00  | 11 %  | 1 624 021,00  | 10 %  |
| Total                                       | 17 652 470,00 | 100 % | 15 509 578,00 | 100 % |

| Produção em toneladas de forragem e silagem. Dados de 2004-2005 |               |       |               |       |
| França                                                          | 21 522 700,00 | 85 %  | 21 600 000,00 | 85 %  |
| Dinamarca                                                       | 1 800 000,00  | 7 %   | 1 850 000,00  | 7 %   |
| Espanha                                                         | 1 200 000,00  | 5 %   | 1 000 000,00  | 4 %   |
| México                                                          | 600 000,00    | 2 %   | 600 000,00    | 2 %   |
| Noruega                                                         | 297 000,00    | 1 %   | 297 000,00    | 1 %   |
| Total                                                           | 25 419 700,00 | 100 % | 25 347 000,00 | 100 % |

## Doenças

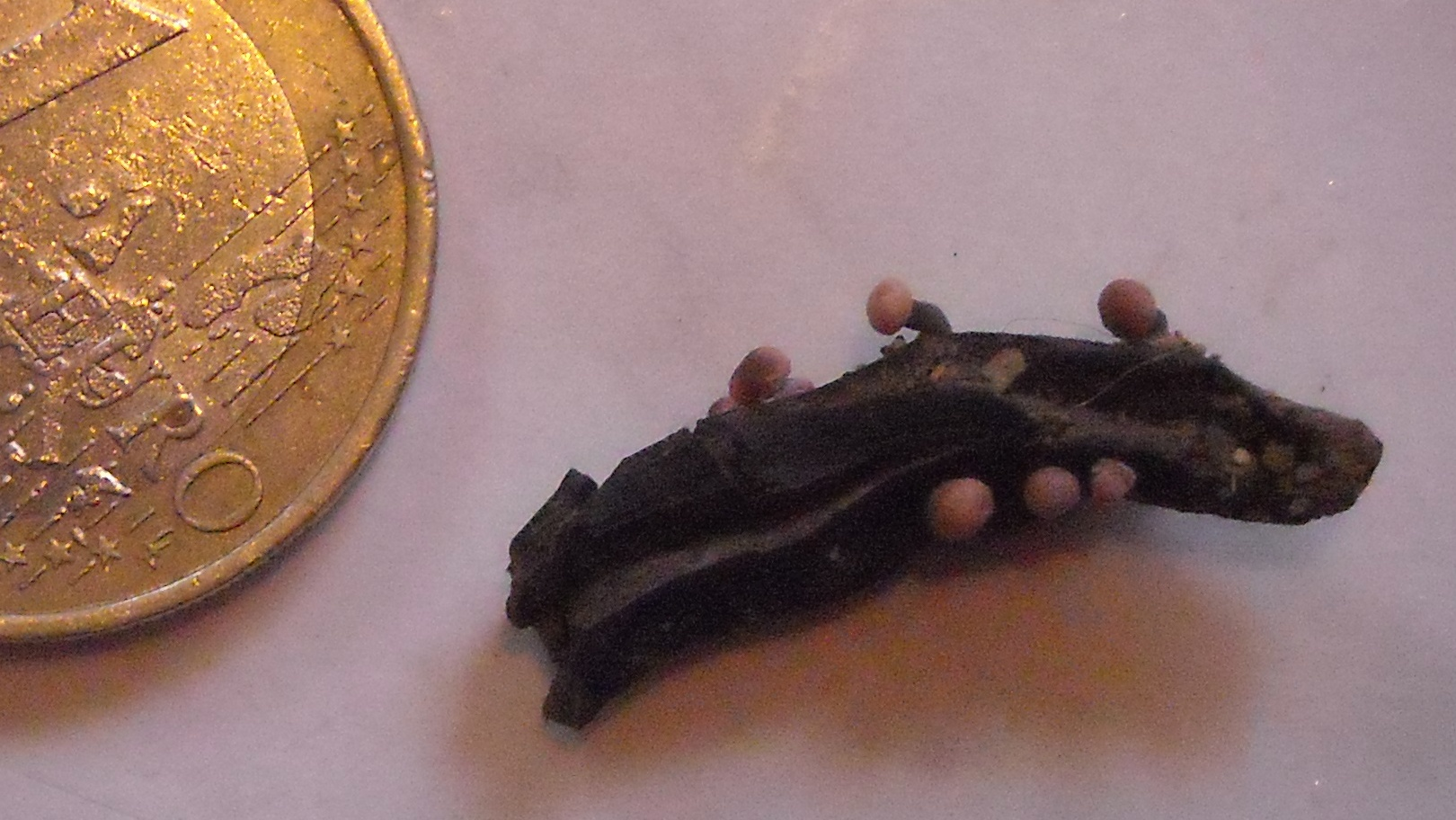
Esporão-do-centeio

A principal doença conhecida é o esporão-do-centeio ou cravagem do centeio, causada por um fungo do género Claviceps, que possui cerca de 50 espécies, cuja espécie principal é o Claviceps purpurea (Fries) Tulasne. O fungo se desenvolve no ovário do centeio, produzindo estruturas arqueadas que são denominadas cravagem do centeio. Há registros da ocorrência dessa doença na planta desde 600 a.C..
Deste fungo se extraem também vários alcaloides e substâncias de uso medicinal, como a ergotamina, utilizada no tratamento de enxaqueca. Com efeito alucinógeno, é também a precursora da droga LSD. A contaminação com esporão-do-centeio é apontada como uma possível causa para as reações descritas por meninas de Salem em 1696, que foram consideradas enfeitiçadas por bruxas, o que levou à condenação e morte de 76 pessoas, no episódio que ficou conhecido como Bruxas de Salem. A contaminação com o esporão pode se manifestar na forma de ergotismo gangrenoso, que causa queimação na pele, bolhas e apodrecimento das extremidades do corpo, e geralmente causa a morte da vítima. Também pode se manifestar na forma de ergotismo convulsivo, que ataca o sistema nervoso central, causando loucura, psicose, alucinações, paralisia e sensações de formigamento. Os sintomas relatados pelas duas primeiras meninas afetadas correspondem aos sintomas que hoje se atribuem ao ergotismo convulsivo. A teoria considera ainda que a ocorrência de um verão úmido naquele ano pode ter favorecido a proliferação do fungo, e que as duas garotas eram primas e viviam na mesma casa, e parte do salário de sua família era pago em grãos, o que reforçaria a tese de envenenamento. No entanto, esta teoria foi contestada desde seu lançamento.

## Contraindicações
O centeio, assim como o trigo, a cevada, e o malte, possui o glúten em sua composição, desta forma, não deve ser consumido por portadores da doença celíaca, já que a mesma traz como consequência ao organismo (caso consumido estes alimentos), uma atrofiação nas mucosas do intestino delgado, prejudicando o organismo e a absorção de diversos nutrientes.

## Protecção
Não se encontra protegida por legislação portuguesa ou da Comunidade Europeia.

## Galeria

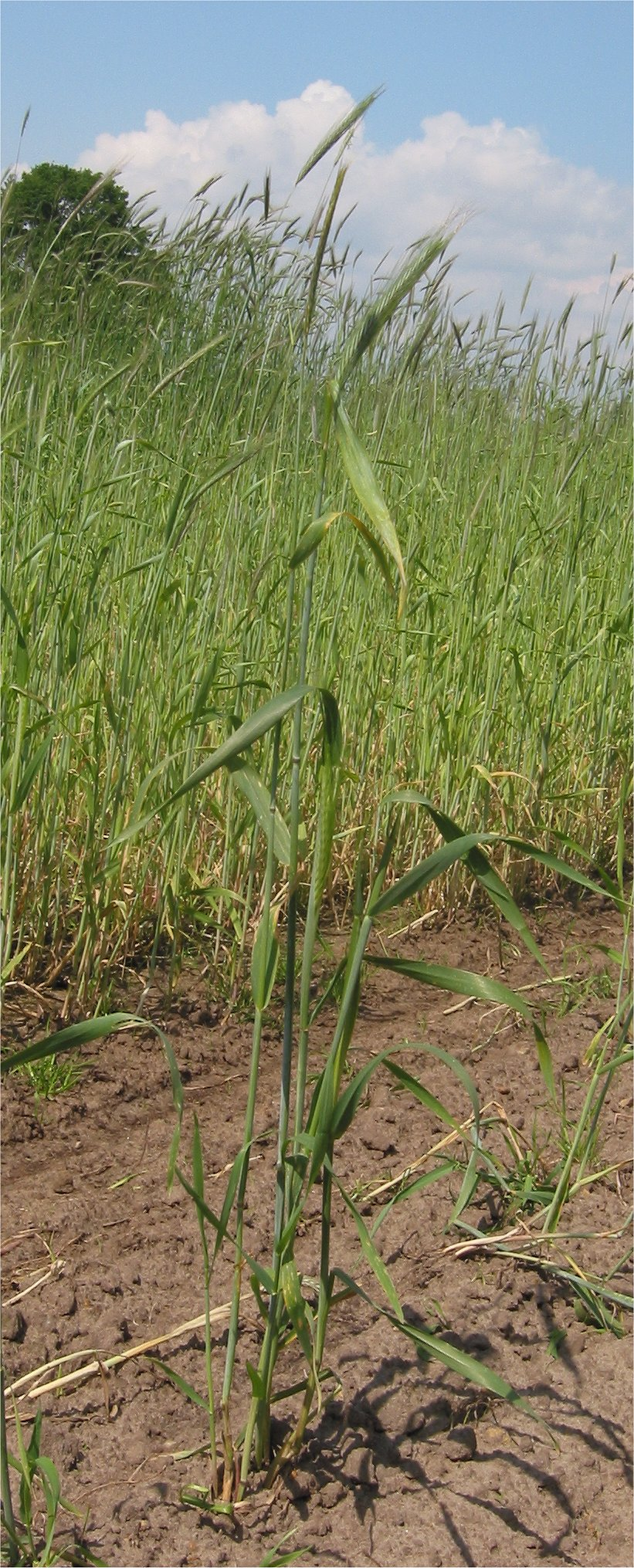
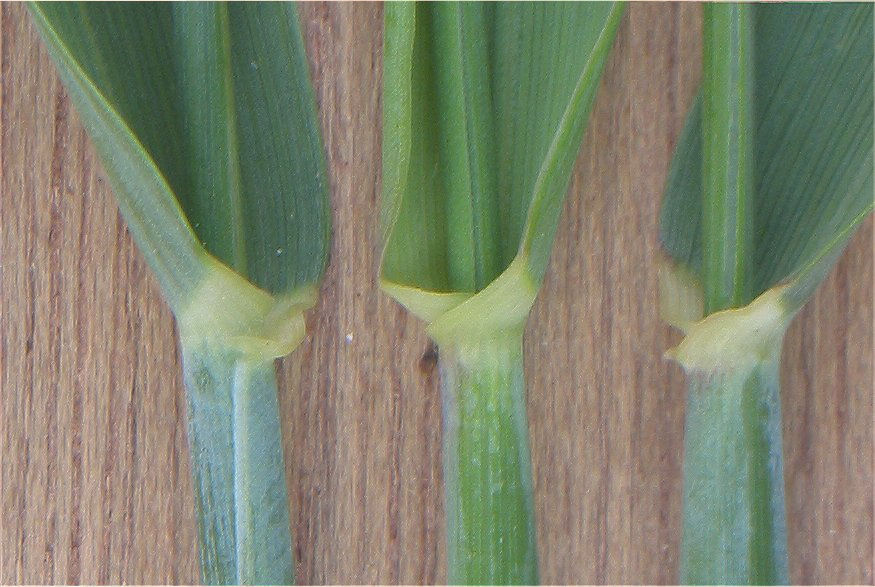
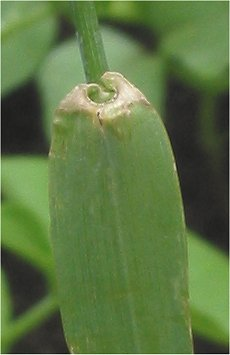
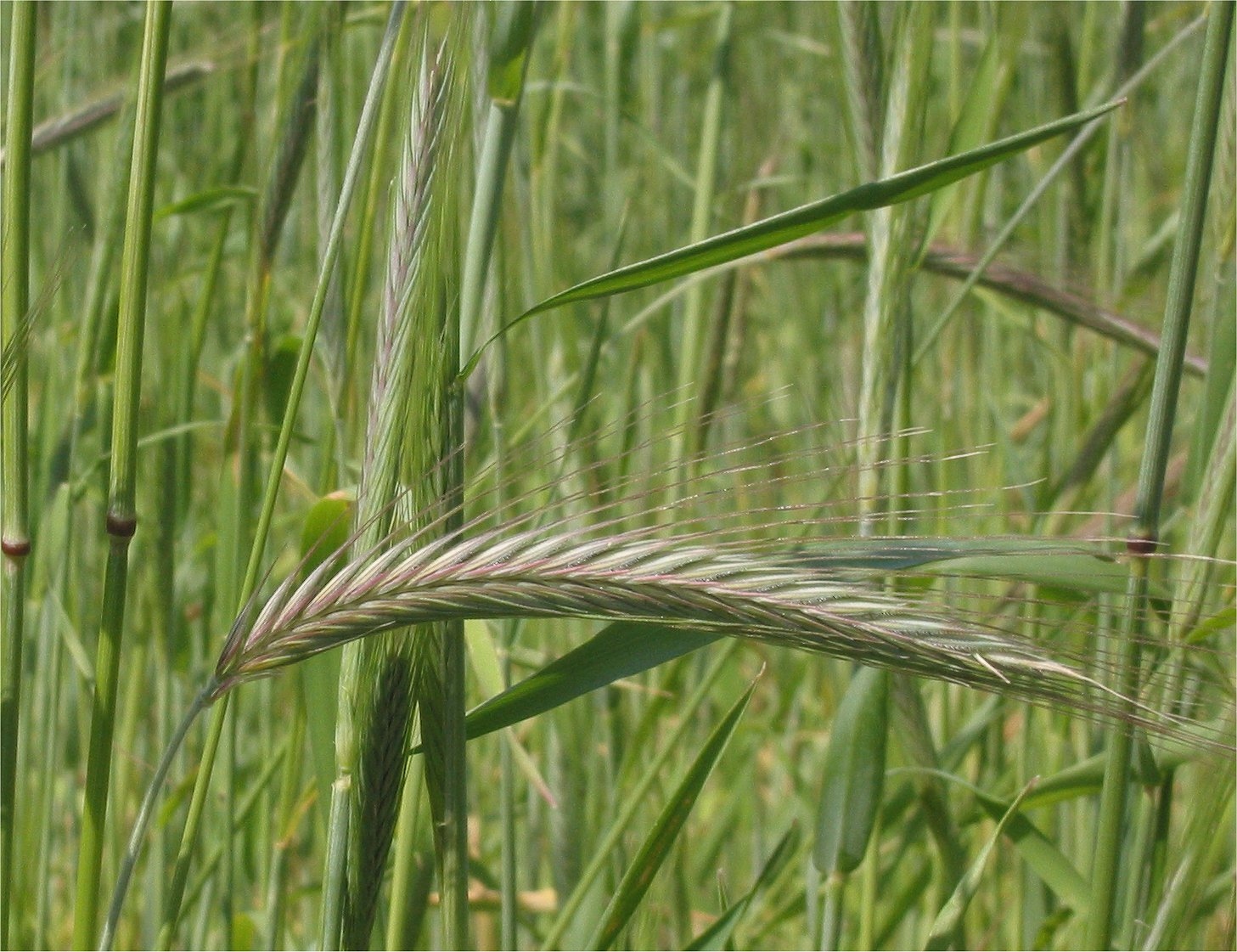
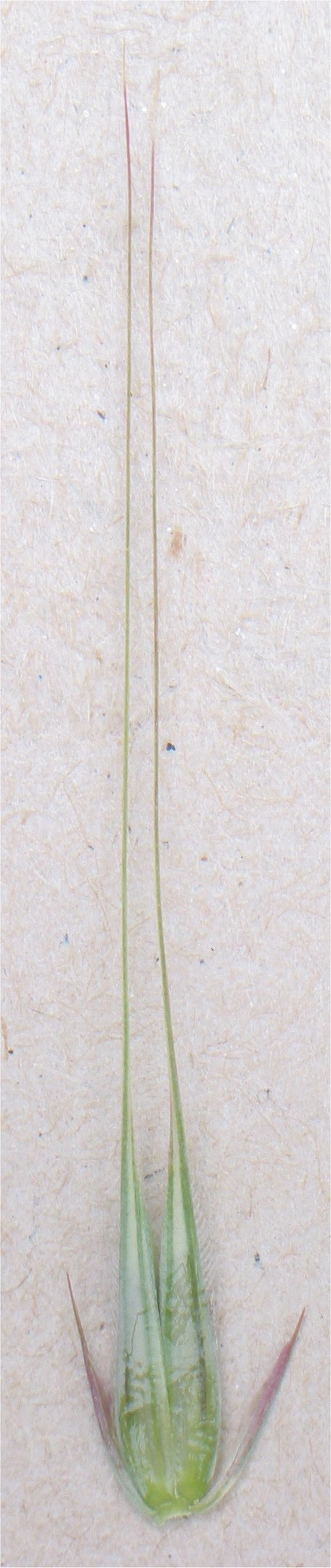
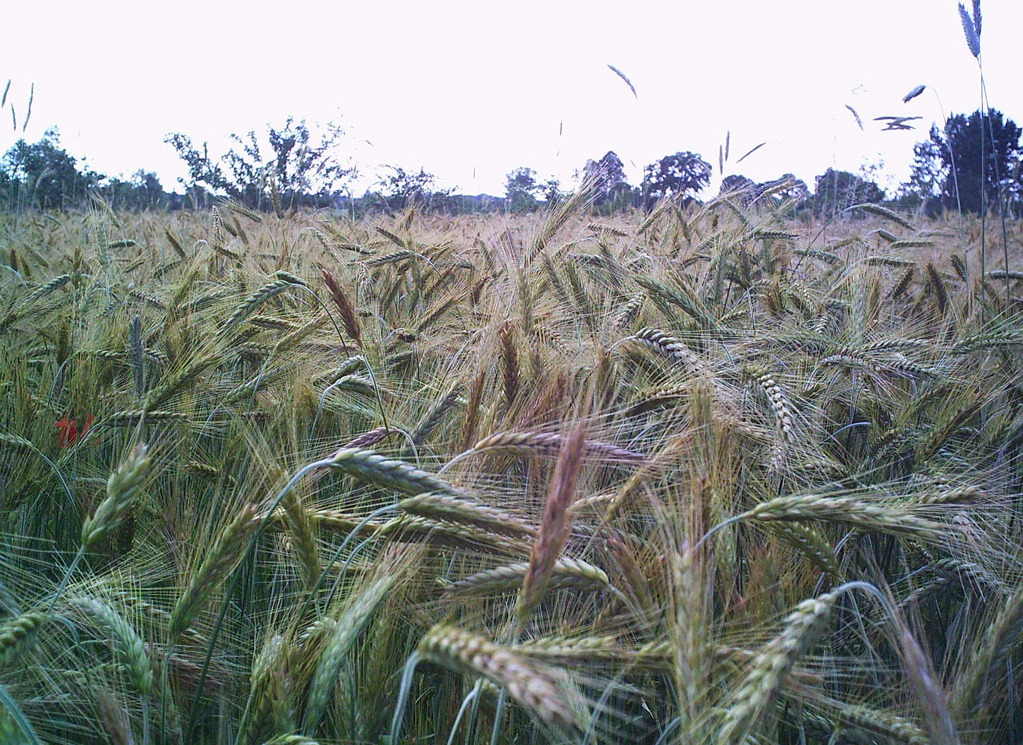
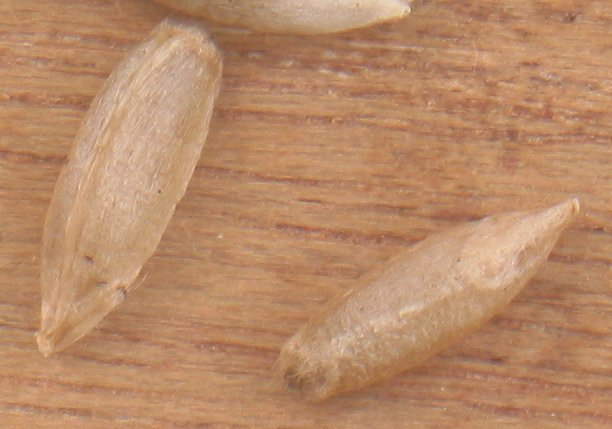
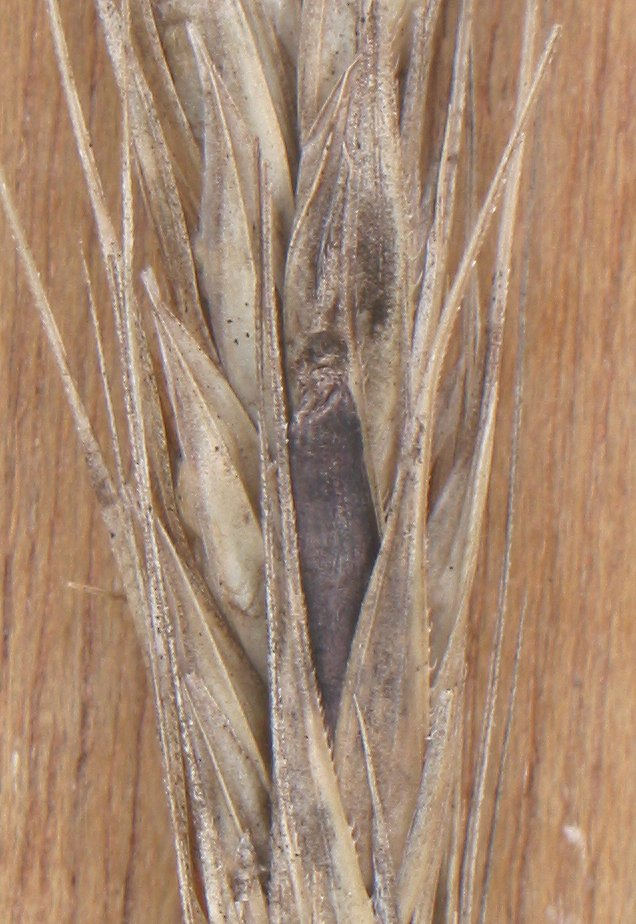